# Karl Henry
Karl Levi Daniel Henry (Wolverhampton, 26 november 1982) is een Engels voetballer die bij voorkeur als middenvelder speelt. Hij tekende op 25 september 2017 een contract tot medio 2018 bij Bolton Wanderers, dat hem transfervrij overnam van Queens Park Rangers.

## Clubcarrière
Henry werd in 1998 opgenomen in de jeugdopleiding van Stoke City. Daarvoor debuteerde hij op 7 februari 2001 in het eerste elftal, tegen Walsall, een wedstrijd in de Football League Trophy. Bij aanvang van het seizoen 2001/02 maakte Henry weer minuten in het eerste elftal. Samen met zijn club wist hij dat seizoen te promoveren naar de Football League Championship. Op 26 februari 2002 maakte hij zijn eerste doelpunt in het betaald voetbal, in een wedstrijd tegen Bradford City.
In het seizoen 2003/04 raakte Henry tijdelijk op een zijspoor en werd hij uitgeleend aan Cheltenham Town. Hij speelde vijf maanden voor de club uit Cheltenham. In 2006 vertrok Henry transfervrij bij Stoke. Na een proefperiode tekende hij in augustus een contract bij Wolverhampton Wanderers. Tijdens de eerste wedstrijd van het seizoen maakte hij zijn debuut voor de club, in de wedstrijd tegen Plymouth Argyle. Met Wolves promoveerde Henry in 2009 naar de Premier League. Ondertussen was Henry uitgegroeid tot aanvoerder.
Na de komst van trainer Kenny Jackett bij Wolverhampton werd Henry overbodig in de aanloop van het seizoen 2013/14. De middenvelder vond een nieuwe club in Queens Park Rangers, dan actief in de Championship. Na één seizoen promoveerde hij ook met deze club naar de Premier League. Op zondag 10 mei 2015 degradeerde hij met Queens Park Rangers uit de Premier League. Manchester City versloeg de hekkensluiter op die dag met 6-0, waardoor degradatie een feit was.
Op 25 september 2017 tekende Henry een contract tot het einde van het seizoen bij Bolton Wanderers, nadat zijn contract bij QPR eerder niet verlengt was. Een dag later maakt hij zijn (basis)debuut in een 2-0  uitnederlaag tegen Bristol City.

## Erelijst
Wolverhampton Wanderers
- Football League Championship

2009